# Bainbridge (Georgia)
Bainbridge – miasto w Stanach Zjednoczonych, w stanie Georgia, siedziba administracyjna hrabstwa Decatur.